# Mesosa latifasciata
Mesosa latifasciata es una especie de escarabajo longicornio del género Mesosa, categorizada en la tribu Mesosini, de la subfamilia Lamiinae. Fue descrita por White en 1858.

## Descripción
Mide 14-20 mm de longitud.

## Distribución
Se distribuye por China y Vietnam.